# 주예은
주예은(본명 : 김예은, 1990년 6월 16일 ~ )은 대한민국의 배우이다.

## 출연작

### 영화
- 《낯선여자》 (2019년)
- 《악녀》 (2017년) - 기도원 훈련생들 역
- 《불한당: 나쁜 놈들의 세상》 (2017년) - 카페 셀카녀 1 역

### 드라마
- 《더 로드: 1의 비극》 (2021년, tvN) - 박문화 역
- 《괴물》 (2021년, JTBC) - 젊은 윤미혜 역
- 《나를 사랑한 스파이》 (2020년, MBC) - 지니부인 역
- 《악의 꽃》 (2020년, tvN) - 주 기자 역

### 뮤직비디오
- Key - Cold
- 정기고 - Swish
- Key - 센 척 안 해 (One of Those Nights)

### 광고
- SK하이닉스
- 공익광고협의회 올바른 언어 사용 공익광고

## 수상
- 2020년 제5회 SNS 3분 영화제 여자연기상